# Conseil économique, social, culturel et environnemental de Saint-Barthélemy
Pour les articles homonymes, voir CESCE (homonymie) et Conseil économique et social.
Hôtel de la Collectivité 
 Gustavia
Le conseil économique, social, culturel et environnemental de Saint-Barthélemy (CESCE) est l’institution consultative de la collectivité de Saint-Barthélemy.
Composé de 15 membres, il est créé sous le nom de conseil économique, social et culturel de Saint-Barthélemy (CESC) par la loi organique du 21 février 2007, qui le place sous la tutelle de l’assemblée délibérante, le conseil territorial ; l’institution est opérationnelle six mois après la création de la collectivité, au 18 décembre 2007, jour de la première réunion de ses membres. Il change d’appellation le 19 novembre 2015 à la suite de la promulgation d’une autre loi organique.

## Histoire
Le conseil économique, social et culturel de Saint-Barthélemy (CESC) est un organe délibérant consultatif à statut particulier créé dans le cadre de la loi organique du 21 février 2007 portant dispositions statutaires et institutionnelles relatives à l’outre-mer et devant entrer en vigueur dans les deux mois qui suivent l’élection de conseillers territoriaux et la première réunion du conseil territorial de Saint-Barthélemy, qui survient le 15 juillet 2007. L’installation du CESC — ainsi que son entrée en vigueur — n’intervient que le 18 décembre 2007.
Avec une autre loi organique, celle du 17 novembre 2015 portant diverses dispositions relatives à la collectivité de Saint-Barthélemy, l’intitulé de la chambre consultative est transformé en « conseil économique, social, culturel et environnemental » (CESCE) à compter du 19 novembre.
Contrairement aux autres chambres consultatives françaises, la composition du CESCE est défini par un arrêté du membre du Gouvernement chargé de l’Outre-mer. Celle-ci est définie à trois reprises : le 25 octobre 2007, le 24 janvier 2013, et la dernière en date, qui est celle du 17 décembre 2018.

## Rôle et fonctionnement
Le caractère spécifique de la collectivité de Saint-Barthélemy fait du conseil économique, social, culturel et environnemental un conseil économique, social et environnemental régional particulier défini spécialement par le Code général des collectivités territoriales.

« Le conseil territorial est assisté à titre consultatif d’un conseil économique, social, culturel et environnemental.
Le conseil économique, social, culturel et environnemental est composé de représentants des groupements professionnels, des syndicats, des organismes et des associations qui concourent à la vie économique, sociale ou culturelle de Saint-Barthélemy. Le conseil économique, social, culturel et environnemental comprend en outre des représentants d’associations et fondations agissant dans le domaine de la protection de l’environnement et des personnalités qualifiées choisies en raison de leur compétence en matière d’environnement et de développement durable.
Chaque catégorie d’activité est représentée, au sein du conseil économique, social, culturel et environnemental, par un nombre de conseillers correspondant à l’importance de cette activité dans la vie économique, sociale et culturelle de Saint-Barthélemy.
Un arrêté du ministre chargé de l’Outre-mer dresse la liste des organismes et des activités de la collectivité qui sont représentés au sein du conseil économique, social, culturel et environnemental. Cet arrêté fixe également le nombre et les conditions de désignation des représentants de ces organismes et activités.
Les membres du conseil économique, social, culturel et environnemental sont désignés pour cinq ans. Le conseil se renouvelle intégralement.
Les conseillers territoriaux ne peuvent être membres du conseil économique, social, culturel et environnemental. »

— Article LO. 6223-1 du Code général des collectivités territoriales (CGCT).
Doté de son propre règlement intérieur, le conseil élit le président et les membres du bureau au scrutin secret lors de la première réunion de l’assemblée (article LO. 6223-2 du CGCT).
Il est préalablement et obligatoirement consulté par le conseil territorial sur les sujets touchant (article LO. 6223-3 du CGCT) :
- à la préparation et l’exécution du plan de la Nation ;
- à la répartition et l’utilisation des crédits de l’État destinés aux investissements d’intérêt territorial ;
- à la préparation du plan d’aménagement et de développement durable de Saint-Barthélemy ;
- aux orientations générales du projet de budget.

## Organisation

### Président
| Période          | Période                      | Identité              | Organisme représenté         | Qualité                                                                  |
| ---------------- | ---------------------------- | --------------------- | ---------------------------- | ------------------------------------------------------------------------ |
| 18 décembre 2007 | 20 juin 2013                 | Jean-Marc Gréaux      | Comité de liaison économique | Chef d’entreprises                                                       |
| 20 juin 2013     | 21 mai 2014 (démissionnaire) | Thierry Balzame       | Associations libérales       | Président de l’association des professions libérales de Saint-Barthélemy |
| 21 mai 2014      | 12 juillet 2024              | Pierre-Marie Majorel, | Personnalité qualifiée       | Agent financier                                                          |
| 12 juillet 2024  | En cours                     | Antoine Querrard      | Personnalité qualifiée       | Président de Solutech                                                    |

### Bureau
Le bureau est composé de 5 membres :
- le président (Antoine Querrard à partir de 2024) ;
- les deux vice-présidents (Liza-Marie Blanchard et Davy Magras à partir de 2024) ;
- le secrétaire (Michel Maurel à partir de 2024) ;
- et le questeur (Emmanuel Leprince à partir de 2024).

### Composition
| Catégorie | Type                              | Représentants |
| --------- | --------------------------------- | ------------- |
| 1re       | Activités économiques             | 7             |
| 2e        | Activités sociales et culturelles | 5             |
| 3e        | Personnalités qualifiées          | 3             |
|           |                                   | 15 membres    |

## Identité visuelle

Logotype (2007-2015).
Logotype (2015-2024).
Logotype (à partir de 2024).

### Sources
- Journal officiel de la République française et Recueil des actes administratifs

1. ↑  « Loi organique no 2007-223 du 21 février 2007 portant dispositions statutaires et institutionnelles relatives à l’outre-mer », Journal officiel de la République française, no 45,‎ 22 février 2007 (lire en ligne [PDF]).
2. ↑  « Loi organique no 2015-1485 du 17 novembre 2015 portant diverses dispositions relatives à la collectivité de Saint-Barthélemy », Journal officiel de la République française, no 267,‎ 18 novembre 2015 (lire en ligne [PDF]).
3. ↑  « Arrêté du 25 octobre 2007 relatif à la composition et au fonctionnement du conseil économique, social et culturel de la collectivité de Saint-Barthélemy », Journal officiel de la République française, no 273,‎ 24 novembre 2007 (lire en ligne [PDF]).
4. ↑  « Arrêté du 24 janvier 2013 relatif à la composition et au fonctionnement du conseil économique, social et culturel de Saint-Barthélemy », Journal officiel de la République française, no 27,‎ 1er février 2013 (lire en ligne [PDF]).
5. ↑  « Arrêté du 17 décembre 2018 relatif à la composition et au fonctionnement du conseil économique, social, culturel et environnemental de Saint-Barthélemy », Journal officiel de la République française, no 295,‎ 21 décembre 2018 (lire en ligne [PDF]).
6. ↑  « Arrêté no 2014-061Bis/PREF/DELEGSB du 19 juillet 2014 constatant l’élection de nouveaux membres du bureau du conseil économique, social, culturel et environnemental de la collectivité de Saint-Barthélemy », Recueil des actes administratifs de la préfecture de Saint-Barthélemy et de Saint-Martin,‎ 2014 (lire en ligne [PDF]).
7. ↑  « La mandature 2024-2029 est installée », 13 juillet 2024, site du conseil économique, social, culturel et environnemental de Saint-Barthélemy [lire en ligne (page consultée le 19 décembre 2024)].